# Cristal (Rio Grande do Sul)
Pour les articles homonymes, voir Cristal (homonymie).
Cristal est une ville brésilienne du Sud-Est de l'État du Rio Grande do Sul, faisant partie de la microrégion de Pelotas et située à 152 km au sud-ouest de Porto Alegre, capitale de l'État. Elle se situe à une latitude de 31° 00′ 13″ sud et à une longitude de 52° 03′ 02″ ouest, à 32 m d'altitude. Sa population était estimée à 7 026 en 2007, pour une superficie de 682 km2.
La commune faisait partie de l'Estância de Cristal, appartenant à la famille de Bento Gonçalves da Silva, le héros de la Révolution Farroupilha, où ce dernier vécut pendant 40 ans, située sur les rives du rio Camaquã.
Une forte communauté luthérienne vit dans la commune composée ethniquement de 70 % de descendants d'Allemands, de 25 % de descendants de Portugais, de 2 % de Polonais, de 1 % d'Italiens et 2 % d'Afro-brésiliens.

## Villes voisines

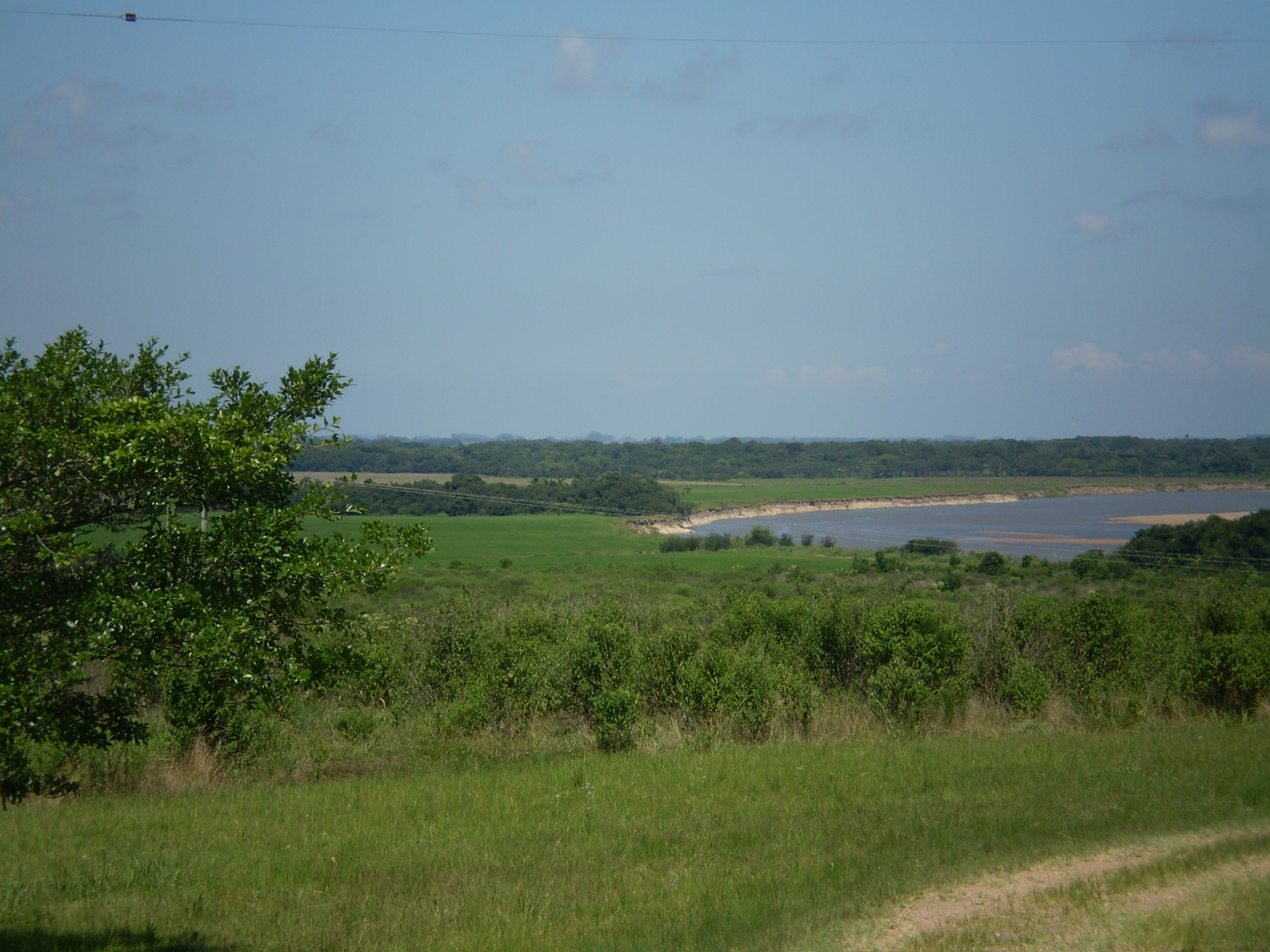
Le rio Camaquã à Cristal.

- Amaral Ferrador
- Camaquã
- São Lourenço do Sul
- Canguçu